# IRIS²
IRIS² (Infrastructure for Resilience, Interconnectivity and Security by Satellite) ist eine geplante Satellitenkonstellation der EU, die eine flächendeckende Internetanbindung für öffentliche und private Nutzer bieten soll.

## Geplante Konstellation
Die Konstellation soll nach aktuellen Planungen (2025) ab 2030 ihren Betrieb aufnehmen. Die Europäische Kommission verfügt für die geplante Weltrauminfrastruktur über ein Budget von 2,4 Milliarden Euro bis 2027, hinzu kommen 642 Millionen Euro, die von der Europäischen Weltraumorganisation über drei Jahre bereitgestellt werden.

## Aufgaben
IRIS² soll verschiedene flächendeckende Dienste im Bereich von zivilen und militärischen Regierungsorganisationen anbieten, z. B. Überwachung, Krisenmanagement und das Vernetzen von kritischer Infrastruktur. Zudem soll es eine Breitbandanbindung für B2B-Kunden geben.

## Geschichte
Bald nach der Invasion russischer Truppen in die Ukraine am 24. Februar 2022 wurden mit Infrastruktur in der Ukraine auch terrestrische Mobilfunknetze und damit Internetverbindung zerstört. In der Ukraine wurde danach das neue Satellitennetz Starlink verwendet. Dazu hatte sein Errichter SpaceX eingeladen, später zahlten westliche Staaten und die Ukraine für die Nutzung. Im Februar 2023 kündigte SpaceX an, die militärische Nutzung von Starlink durch die Ukraine einzuschränken, insbesondere wegen der Nutzung zur Steuerung von Drohnen.
Erste Pläne, ein EU-eigenes Satellitennetz für (verschlüsseltes) Internet aufzubauen gab es 2022. Weniger als ein Jahr danach wurde am 18. Februar 2023 kommuniziert, dass das EU-Parlament konkreteren Plänen „kürzlich grünes Licht gegeben hat“. Nach dem europäischen Satellitennavigationssystem Galileo und der Erdbeobachtung durch Copernicus, soll IRIS² als dritte Komponente zur strategischen Weltrauminfrastruktur dazukommen. Mehrere Betreiber und Satellitenhersteller schlossen sich im Mai 2023 zu einem Konsortium unter dem Namen SpaceRISE (Space Consortium for a Resilient, Interconnected and Secure Europe) zusammen, um sich für den IRIS²-Auftrag zu bewerben. Das offene Konsortium wird von Airbus Defence and Space, Eutelsat, Hispasat, SES und Thales Alenia Space geleitet. Außerdem wird sich das Konsortium auf ein Kernteam folgender Unternehmen stützen: Deutsche Telekom, OHB, Orange, Hisdesat, Telespazio und Thales.
Im Dezember 2024 wurde schließlich durch die Europäische Kommission der Vertrag mit SpaceRISE über den Aufbau von IRIS² abgeschlossen. Bis 2030 sollen 290 Kommunikationssatelliten in mehreren Satellitenkonstellationen ein weltweites Breitbandnetzwerk sicherstellen.  Es handelt sich bei den 290 Satelliten um 272 Satelliten im Low Earth Orbit (LEO), und 18 im Medium Earth Orbit (MEO).  Erklärtes Ziel der EU ist, ein sicheres und widerstandsfähiges europäisches Satellitennetzwerk aufzubauen und hierdurch eine strategische Autonomie zu erreichen.